# Бузкова вулиця (Сіверськодонецьк)
Бузкова вулиця — вулиця у Сіверськодонецьку. Довжина 270 метрів. Починається від вулиці Юності. Закінчується на перетині з вулицею Зеленою. Забудована одноповерховими житловими будинками.
До 19 січня 2024 року вулиця носила ім'я російського природознавця, біолога, фізіолога Климента Аркадійовича Тимірязєва.